# Etil-propionát
Az etil-propionát szerves vegyület, a propionsav etil-észtere, képlete C2H5(C2H5COO). Ananászillatú folyadék. Kis mennyiségben előfordul egyes gyümölcsökben, például a kiviben és a földi eperben.
Előállítható etanolból és propionsavból Fisher-féle észteresítéssel:
CH3CH2OH  +  CH3CH2CO2H   →   CH3CH2O2CCH2CH3   +   H2O

## Fordítás
Ez a szócikk részben vagy egészben  az   Ethyl propionate című angol Wikipédia-szócikk ezen változatának fordításán alapul.  Az eredeti cikk szerkesztőit annak laptörténete sorolja fel. Ez a jelzés csupán a megfogalmazás eredetét és a szerzői jogokat jelzi, nem szolgál a cikkben szereplő információk forrásmegjelöléseként.